# Santa Rosa del Sur (ort)
Santa Rosa del Sur är en ort i Colombia.   Den ligger i departementet Bolívar, i den norra delen av landet, 400 km norr om huvudstaden Bogotá. Santa Rosa del Sur ligger 628 meter över havet och antalet invånare är 8 904.
Terrängen runt Santa Rosa del Sur är lite bergig, och sluttar brant österut. Runt Santa Rosa del Sur är det glesbefolkat, med 11 invånare per kvadratkilometer. Santa Rosa del Sur är det största samhället i trakten. Omgivningarna runt Santa Rosa del Sur är en mosaik av jordbruksmark och naturlig växtlighet.